# Ruth Ingrid Richard
Ruth Ingrid Richard (* 1912 oder 1913; † unbekannt) war eine deutsche Schönheitskönigin sowie ein Fotomodell aus den 1930er Jahren.

## Leben
1931 konnten sich die Veranstalter nicht auf eine Miss Germany einigen. Im Berliner Hotel Kaiserhof wählte die Jury des Magazins Anfang des Jahres Ruth Ingrid Richard, eine Nichte der Zirkusdirektorin und Vorkämpferin der Frauenemanzipation Paula Busch. Sie war ein Jahr zuvor bereits Vize-Miss geworden.
Nur kurze Zeit später gewann im Eden-Hotel die Baronesse und Schauspielerin Daisy von Freyberg, genannt Daisy d’Ora, den gleichen Titel. Die Miss-Germany-Website gibt dafür allerdings (abweichend zu ihrer anderen Liste, die diese Siegerin überhaupt nicht aufführt) das Jahr 1932 an.
Im selben Jahr nahm Ruth Ingrid Richard auch an der Wahl zur Miss Europe teil, während Daisy d´Ora zur Miss Universe reiste.